# Pauselijke Commissie voor Gewijde Archeologie
De Pauselijke Commissie voor Gewijde Archeologie is een instelling van de Romeinse Curie die in 1925 door paus Pius XI werd opgericht ter bevordering en begeleiding van archeologische projecten op gewijde plaatsen in met name Italië. Aanleiding voor de oprichting van deze commissie was het onderzoek dat werd verricht naar de catacomben van Rome. Directe aanleiding was de vondst van een scherf marmer in een wijngaard aan de Via Appia waar de tekst NELIVS. MARTYR op te lezen was. Algemeen werd aangenomen dat het hier mogelijk ging om de grafvondst van de heilige martelaar paus Cornelius. Hierop werd Pius XI aangespoord om de wijngaard aan te kopen, hetgeen hij na enige aarzeling deed. Daarop richtte hij de Pauselijke Commissie in, die onder meer de opdracht kreeg toe te zien op het archeologisch onderzoek dat op het nieuw verworven land werd verricht. Verdere aankopen van gewijde archeologische sites - met name van de catacomben - werden in het Verdrag van Lateranen geregeld.
De Commissie coördineert het werk van de Romeinse, Pauselijke Academie van Archeologie en het Pauselijk Instituut voor Christelijke Archeologie.
| Voorzitter van de commissie | Voorzitter van de commissie     |
| --------------------------- | ------------------------------- |
| 1925 - 1931                 | Basilio Pompilj                 |
| 1931 - 1951                 | Francesco Marchetti Selvaggiani |
| 1951 - 1965                 | Clemente Micara                 |
| 1965 - 1967                 | Luigi Traglia                   |
| 1967 - 1969                 | Angelo Dell'Acqua               |
| 1969 - 1986                 | Gennaro Verolino                |
| 1987 - 1990                 | Mario Schierano                 |
| 1991 - 2004                 | Francesco Marchisano            |
| 2004 - 2007                 | Mauro Piacenza                  |
| 2007 - 2022                 | Gianfranco Ravasi               |
| 2022 - heden                | Pasquale Iacobone               |